# ميشال فرانك
ميشال فرانك (مواليد 18 يناير 1967) هو ملاكم تشيكوسلوفاكي، مثّل بلاده في الألعاب الأولمبية الصيفية في دورتي 1988 و1992.

## روابط خارجية
ميشال فرانك على موقع بوكس ريك (الإنجليزية) (registration required)
- ميشال فرانك على موقع أوليمبيديا (الإنجليزية)
- ميشال فرانك على موقع اللجنة الأولمبية التشيكية (التشيكية)